# Harrison (Idaho)
Harrison és una població dels Estats Units a l'estat d'Idaho. Segons el cens del 2000 tenia 267 habitants.

## Demografia
Segons el cens del 2000, Harrison tenia 267 habitants, 124 habitatges, i 77 famílies. La densitat de població era de 251,4 habitants/km².
Dels 124 habitatges en un 21% hi vivien nens de menys de 18 anys, en un 51,6% hi vivien parelles casades, en un 8,9% dones solteres, i en un 37,1% no eren unitats familiars. En el 32,3% dels habitatges hi vivien persones soles el 17,7% de les quals corresponia a persones de 65 anys o més que vivien soles. El nombre mitjà de persones vivint en cada habitatge era de 2,15 i el nombre mitjà de persones que vivien en cada família era de 2,71.
Per edats la població es repartia de la següent manera: un 21,7% tenia menys de 18 anys, un 3,7% entre 18 i 24, un 23,6% entre 25 i 44, un 31,5% de 45 a 60 i un 19,5% 65 anys o més.
L'edat mediana era de 46 anys. Per cada 100 dones de 18 o més anys hi havia 85 homes.
La renda mediana per habitatge era de 35.750 $ i la renda mediana per família de 38.500 $. Els homes tenien una renda mediana de 31.667 $ mentre que les dones 26.563 $. La renda per capita de la població era de 20.532 $. Aproximadament el 15,1% de les famílies i el 20,3% de la població estaven per davall del llindar de pobresa.

## Poblacions properes
El següent diagrama mostra les poblacions més properes.